# 刘健 (1972年)
刘健（1972年1月—），男，籍贯不详，中华人民共和国记者。现任新华通讯社副社长。

## 生平
1992年7月毕业于山东大学汉语言文学专业，此后历任新华社河南分社、重庆分社记者。2003年后，历任新华社重庆分社总编室副总编辑、常务副总编辑，副社长等职。2016年调任新华社江西分社社长。
2021年4月，任新华网股份有限公司党委副书记。2022年11月升任党委书记。2021年7月至2022年12月，任新华网股份有限公司总裁。2021年7月，任新华网股份有限公司第四届董事会董事长、法定代表人。2023年6月，因工作变动辞去董事长职务。
2023年5月30日，任新华通讯社副社长。

## 社会兼职
- 中国记者协会第十届理事会理事（2021年12月－）
- 中国互联网协会第五届理事会副理事长（2022年4月－）